# برايان ماهوني (لاعب كرة سلة)
برايان ماهوني (17 ديسمبر 1948 في الولايات المتحدة - ) (بالإنجليزية: Brian Mahoney)‏ هو مدرب كرة سلة ولاعب كرة سلة أمريكي في مركز مدافع مسدد الهدف. لعب مع بروكلين نتس.

## وصلات خارجية
- برايان ماهوني على موقع سبورتس رفرنس (الإنجليزية)
- برايان ماهوني على موقع كلية كرة السلة في سبورتس رفرنس.كوم (الإنجليزية)
- برايان ماهوني على موقع ريلجم (الإنجليزية)
- برايان ماهوني على موقع بروبوليرز (الإنجليزية)
- برايان ماهوني على موقع كلية كرة السلة في سبورتس رفرنس.كوم (الإنجليزية)